# Staurocephalites taugourdeausi
Staurocephalites taugourdeausi är en ringmaskart som beskrevs av du Chêne 1974. Staurocephalites taugourdeausi ingår i släktet Staurocephalites, klassen havsborstmaskar, fylumet ringmaskar och riket djur. Inga underarter finns listade i Catalogue of Life.